# Дикран видовжений
Дикран видовжений (Dicranum elongatum) — вид мохів порядку дикранальних (Dicranales).

## Поширення
Батьківщиною є Європа, Північна Америка, Азія.
Вид поширений в арктичній або альпійській тундрі, ґрунті, скелях або ґрунті над скелями, скелястими виступами, полицями скель, рідко гнилою деревиною та пнями; іноді в болотах і болотах; на висотах 30–3700 метрів.

## Характеристика
Рослини в компактних пучках, від жовтувато-зелених до світло-зелених, глянцеві. Стебла 2–10 см, запушені на всьому протязі з червонувато-коричневими ризоїдами. Листки прямовисно-розлогі, верхівка іноді вигнута, гладка, (2.5)3–4.5(6) × 0.3–0.5 мм. Вид дводомний. Коробочкові ніжки 1.5–2 мм, поодинокі, жовтувато-жовтувато-коричневі або червонувато-жовті. Коробочка 1.2–1.8 мм, від прямої до злегка дугастої, у висиханні смугаста, жовтувато-коричнева. Спори 17–22 мкм. Коробочки дозрівають влітку.

## Галерея

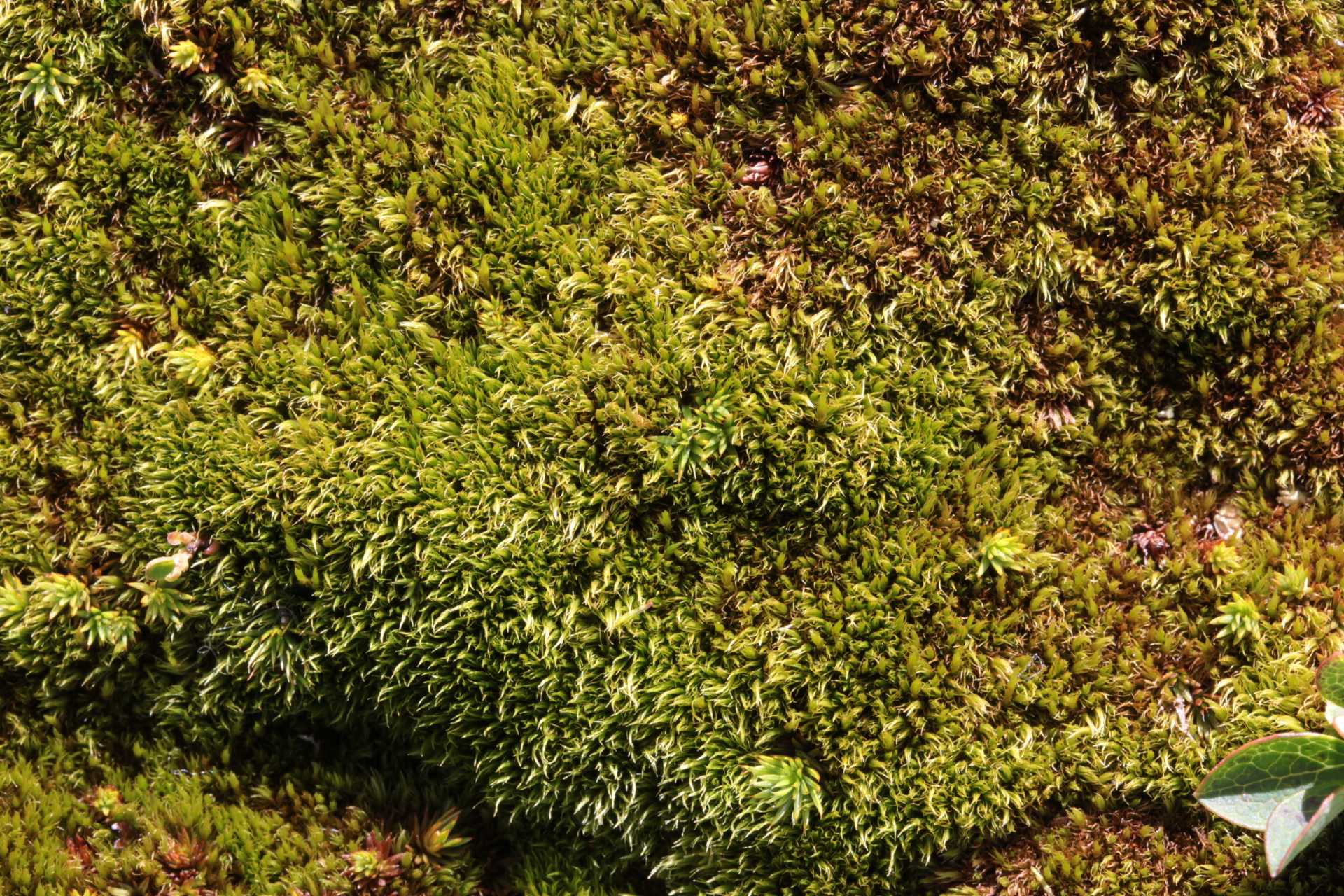
Загальний вигляд
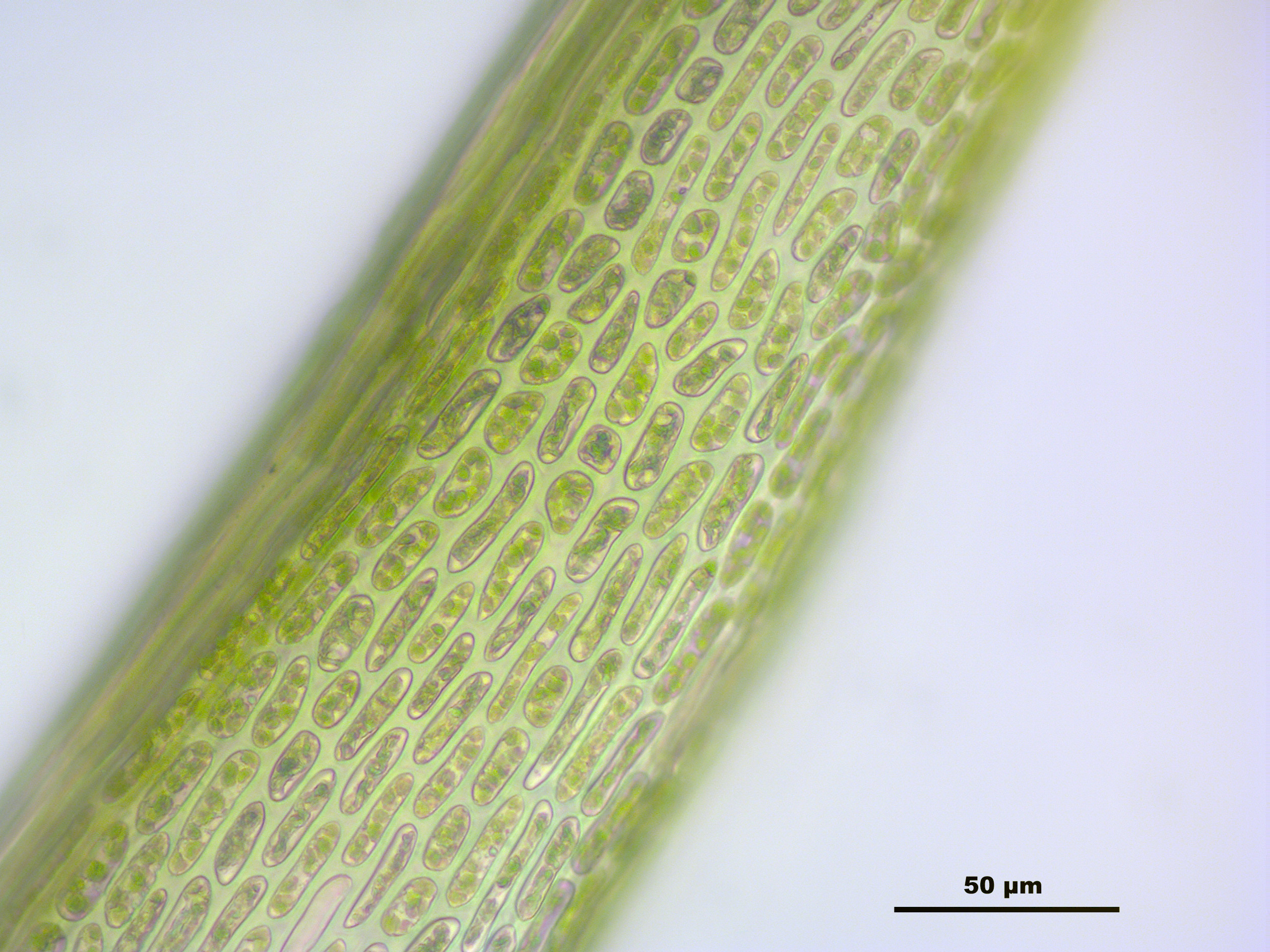
Листок